# Orlić
Orlić falu Horvátországban Šibenik-Knin megyében. Közigazgatásilag Biskupijához tartozik.

## Fekvése
Knintől légvonalban 8, közúton 11 km-re délkeletre községközpontjától 4 km-re délre, Dalmácia északi-középső részén, az 1-es és a 33-as számú főutak között fekszik. Nyugati határszélén halad át a Zágrábról Splitre menő vasútvonal is.

## Története
Orlić területe már az ókorban lakott volt, ezt bizonyítja az 1982 és 1985 között a falu közelében feltárt 2. – 4. századi gazdag, melegvízfűtéses, mozaikpadlós római villa maradványa. A török 1522-ben szállta meg ezt a területet. A szerbek bevándorlása már a 15. században megkezdődött, de a legnagyobb méreteket 1521 és 1527 között öltötte. A falu a moreai háború során 1688-ban szabadult fel a török uralom alól. Miután a francia seregek felszámolták a Velencei Köztársaságot osztrák csapatok szállták meg. 1809-ben a Francia Császárság Illír Tartományának része lett. 1815-ben a bécsi kongresszus újra Ausztriának adta, amely a Dalmát Királyság részeként Zárából igazgatta 1918-ig. A településnek 1857-ben 651, 1910-ben 645 lakosa volt. Fejlődésén sokat lendített a spliti vasútvonal 1890-es megépítése. Az első világháború után előbb a Szerb-Horvát-Szlovén Királyság, majd Jugoszlávia része lett. 1991-ben csaknem teljes lakossága szerb nemzetiségű volt. Szerb lakói még ez évben csatlakoztak a Krajinai Szerb Köztársasághoz. A horvát hadsereg 1995 augusztusában a Vihar hadművelet során foglalta vissza a települést. Szerb lakói nagyrészt elmenekültek. A településnek 2011-ben 302 lakosa volt.

## Lakosság
| Lakosság változása | Lakosság változása | Lakosság változása | Lakosság változása | Lakosság változása | Lakosság változása | Lakosság változása | Lakosság változása | Lakosság változása | Lakosság változása | Lakosság változása | Lakosság változása | Lakosság változása | Lakosság változása | Lakosság változása | Lakosság változása |
| ------------------ | ------------------ | ------------------ | ------------------ | ------------------ | ------------------ | ------------------ | ------------------ | ------------------ | ------------------ | ------------------ | ------------------ | ------------------ | ------------------ | ------------------ | ------------------ |
| 1857               | 1869               | 1880               | 1890               | 1900               | 1910               | 1921               | 1931               | 1948               | 1953               | 1961               | 1971               | 1981               | 1991               | 2001               | 2011               |
| 651                | 589                | 471                | 572                | 598                | 645                | 598                | 887                | 878                | 988                | 1.001              | 928                | 842                | 848                | 341                | 302                |

## Nevezetességei
Gojci nevű településrészén feltárt 2. – 4. századi római villa maradványai. A központi apszisos terem körül egy sor szoba található, amelyek némelyikének mozaik padlója volt. Az egyik mozaikpadlós helyiségben felirat van beépítve a mozaik peremcsíkjába, amely szövegében keresztény jellegű. Tűzhely, fűtési rendszer és fürdőszoba maradványait fedezték fel. A szakemberek megállapításai alapján az épület használata a 2. századtól a 4. század végéig terjed. A falakat és mozaikokat mára benőtte a növényzet.